# Corentin Navarro
Pour les articles homonymes, voir Navarro.
Corentin Navarro, né le 29 novembre 1997 à Narbonne, est un coureur cycliste français.

## Biographie
Corentin Navarro commence le cyclisme durant son enfance au Vélo Sprint Narbonnais. Son petit Gauthier pratique également ce sport en compétition,. 
En 2016, il intègre l'équipe DN3 du VC La Pomme Marseille, après avoir évolué dans sa structure juniors. Pour ses débuts espoirs, il s'impose à trois reprises en première catégorie. L'année suivante, il remporte une étape du Tour du Portugal de l'Avenir, inscrit au calendrier de l'UCI. 
Il signe un contrat avec l'équipe continentale britannique Wiggins pour la saison 2018. Bon sprinteur, il réalise deux tops dix sur le Tour de Bretagne. Il se fracture cependant la clavicule en mai après une chute. De retour à la compétition, il se classe quatorzième du Circuit Mandel-Lys-Escaut. En 2019, il obtient ses meilleurs résultats sur le Tour d'Eure-et-Loir en terminant troisième d'une étape et neuvième du classement général.
En 2020, la Team Wiggins disparaît. Corentin Navarro redescend alors chez les amateurs en prenant une licence à l'Occitane CF. Il rejoint ensuite son petit frère Gauthier au SCO Dijon Materiel-velo.com en 2021. Sous ses nouvelles couleurs, il parvient encore à obtenir quelques succès, notamment sur la première étape du Tour Cycliste Antenne Réunion en 2022. À l'issue de cette saison, il décide de se mettre en retrait du haut niveau amateur pour devenir mécanicien au SCO Dijon. 

## Palmarès

### Palmarès sur route
| - 2015 - 4e épreuve du Tour PACA Juniors - 2016 - Ronde vénitienne - Grand Prix de Saint-Chély d'Apcher - 6e étape du Tour de Nouvelle-Calédonie - 2017 - 4e étape du Tour du Portugal de l'Avenir - 3e du Grand Prix de Charvieu-Chavagneux | - 2020 - Chrono 47 (contre-la-montre par équipes) - 2e du Grand Prix d'Oradour-sur-Vayres - 2021 - Prix d'Authoison - 2022 - Semi-nocturne de Mâcon - 1re étape du Tour Cycliste Antenne Réunion - 2e du championnat de Bourgogne-Franche-Comté |

### Classements mondiaux
| Année           | 2017   | 2018   |
| --------------- | ------ | ------ |
| UCI Europe Tour | 1 567e | 1 735e |

### Palmarès en cyclo-cross
- 2017-2018
  - Cyclo-cross de La Motte-Servolex[11]
  - Cyclo-cross de La Canourgue[12]
  - Cyclo-cross de Nîmes[13]
  - Cyclo-cross de Saint-Maugan[14]
  - Cyclo-cross de Decazeville[15]